# Бантенці
Бантенці (індонез. Suku Banten, Orang Banten, сунд. Urang Sunda Banten, яван. Wong Banten) — один із корінних народів Індонезії, найбільша етнічна група провінції Бантен і дев'ята за чисельністю в Індонезії.
У культурі бантенців багато спільного із сунданцями, але вони відчувають себе окремим народом. Буває складно визначити етнічну територію бантенців, адже межі Бантену змінювалися протягом віків. Водночас чітко визначається так званий «дух бантенців». Його складовими є три основних постулати: «бантенці — не сунданці», «бантенці — гарячий народ, який повстає кожні двадцять років», «бантенці безкомпромісно сповідують ортодоксальний іслам».

## Чисельність і розселення
За даними перепису населення Індонезії 2010 року чисельність бантенців (включаючи малочисельних бадуїв) становила 4 657 784 особи, це майже 2 % населення країни. 51 % серед них становили чоловіки, 49 % — жінки; 35 % бантенців є міськими жителями, 65 % живе на селі. Більшість бантенців сконцентрована в провінції Бантен, розташованій на заході острова Ява. Їхня чисельність тут у 2010 році становила 4 321 991 особа (40,77 % громадян Індонезії в провінції, перепис). За межами Бантену частка бантенців у загальному населенні є помітною лише в провінції Лампунг (172 403 особи, 2,27 % населення), розташованій на півдні острова Суматра й відділеній від Бантену Зондською протокою. В провінції Західна Ява проживає 60 948 бантенців, у провінції Північна Суматра — 46 640, в Джакарті — 28 551, в провінції Південна Суматра — 17 141.
Для порівняння, за даними перепису населення 2000 року в Індонезії проживало 4 113 162 бантенця, в тому числі 3 785 925 осіб у Бантені, 166 113 осіб у Лампунзі, 64 487 осіб у Західній Яві, 48 495 осіб у Північній Суматрі, 20 582 особи в Джакарті, 15 925 осіб у Південні Суматрі, в решті провінцій чисельність бантенських громад була меншою за 2000 осіб.

## Мова
Мова є важливим елементом ідентичності бантенців. Регіональною мовою спілкування в Бантені є місцевий діалект сунданської мови. Його позиції лишаються доволі міцними в бантенському суспільстві. Частина бантенців в північних прибережних районах провінції користується місцевим варіантом яванської мови. На півночі Бантену, зокрема в Серанзі, поширена сундансько-яванська двомовність. В промислово розвинених районах провінції та центрах розвитку туризму, де населення має поліетнічний характер, широко використовується індонезійська мова, яка поступово зміцнює свої позиції за рахунок скорочення сфери використання бантенських діалектів. Така ситуація обумовлена тим, що індонезійська мова визнається мовою національної єдності, яка зрозуміла кожному.
Бантенський (західний) діалект сунданської мови відрізняється від пріанганського варіанту цієї мови, поширеного серед сунданців Західної Яви, вимовою та деякими відмінностями в словнику та граматиці. Бантенський сунданський діалект сформувався в південних районах Бантена (округи Лебак і Панденгланг). Він виявляє тісні зв'язки зі старосунданською мовою. Основна граматична відмінність між бантенським та пріанганським варіантами сунданської мови має історичне коріння. Перебуваючи під владою султанату Матарам, Пріанган запозичив з яванської мови існування кількох рівнів ввічливості. Бантен ніколи не входив до складу цієї яванської держави й, як результат, його діалект не визнає рівнів. З цієї причини більшість сунданців вважає бантенський діалект грубою, менш культурною сунданською мовою. В умовах розширення контактів з носіями інших мов таке ставлення до бантенського діалекту як неповноцінного спонукає бантенців стидатися рідної мови й провокує можливу поступову втрату сунданського бантенського діалекту на півночі провінції.
Бантенською сунданською мовою в Бантені виходить інформаційна програма Беджаті-Лембур (Beja ti Lembur), яку транслюють місцеві телекомпанії. Вона сприяє збереженню мови.
Бантенською яванською мовою розмовляють у північній частині округу Серанг, у місті Серанг, місті Чилегон та в західній частині округу Тангеранг. Процес передачі бантенської яванської мови наступному поколінню є ефективним, а ставлення до рідної мови — позитивним. Бантенська яванська мова стала використовуватись після заснування султанату Бантен у XVI ст., вона була основною мовою при дворі султана. Бантенська яванська помітно відрізняється від яванської мови Центральної або Східної Яви. Вона походить від діалекту Чиребона й зазнала сильного сунданського та батавського впливу. Розрізняють західну та східну говірки, що мають фонетичні відмінності. Бантенська яванська мова має два рівні ввічливості: високий (bebasan, krama) та низький (pasaran, standar).

## Релігія

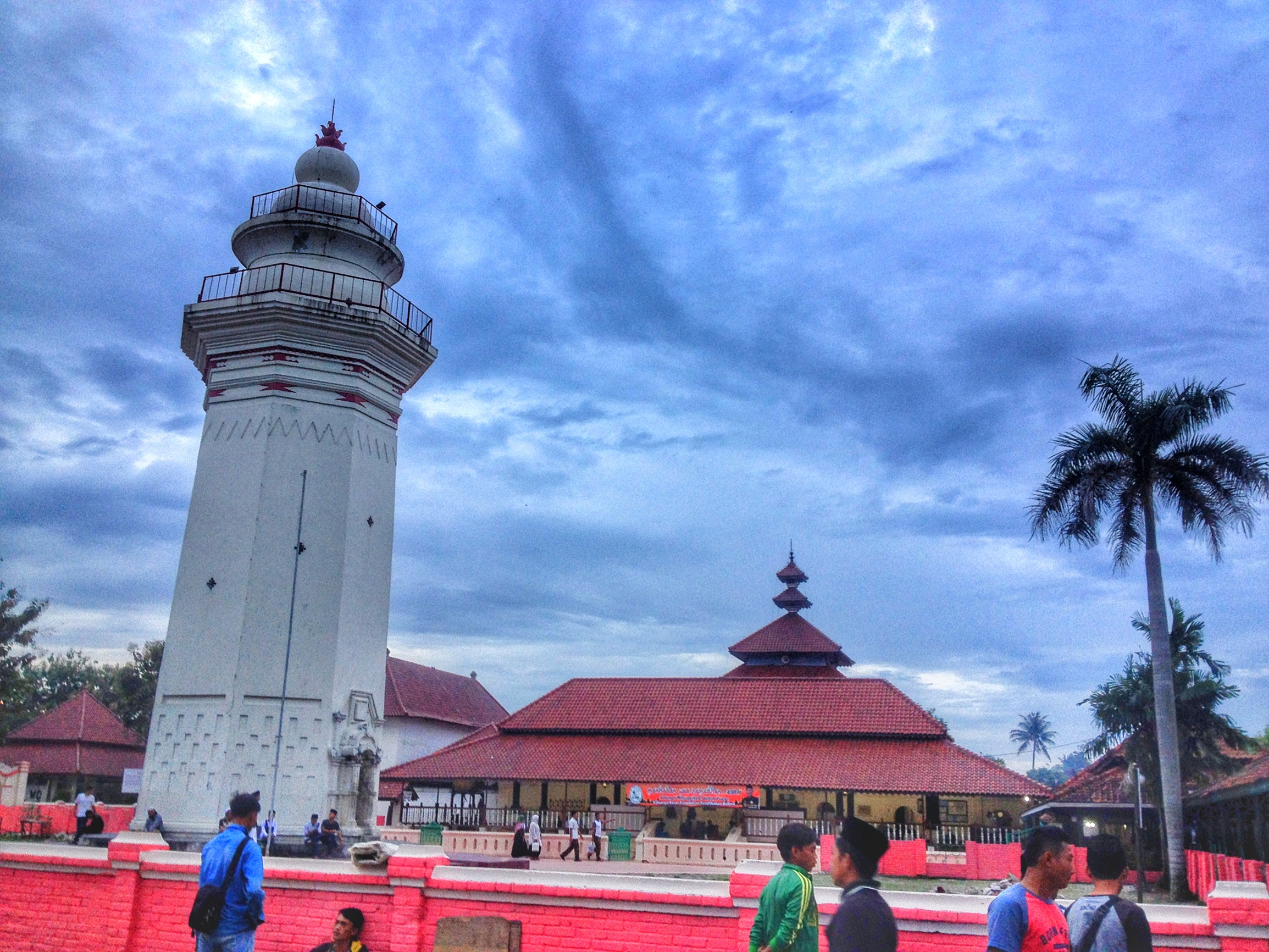
Велика мечеть Старого Бантена

Більшість бантенців — побожні мусульмани, вони дотримуються ісламу сунітського напрямку.
Іслам став офіційною релігією Бантена після його захоплення султанатом Демак у 1526—1527 роках та встановлення тут мусульманської династії. Після цього бантенці були навернені на іслам. Мусульманська релігія й надалі займала чільне місце в житті Бантена та його правителів. Традиційно Бантен орієнтувався на Мекку, а не на Халіфат, постійно підтримувались стійкі зв'язки з цією колискою мусульманської віри. Бантен був центром вивчення ісламу.
Влада султана та суспільна ієрархія султанату вважаються священними. Султан мав титул валі, другої людини після Пророка. Навіть сьогодні бантенці раз на рік здійснюють паломництво до святих для них могил султанів, переважно на наступний день після свята Лебаран.
Іслам відіграє важливу роль у житті бантенців. Вони надзвичайно віддані релігії, дотримуються ісламу з високим релігійним духом, пишаються багатьма новими нещодавно збудованими мусульманськими школами. Як важливу реліквію та спадщину предків вони сприймають Велику мечеть Старого Бантена (індонез. Masjid Agung Banten Lama). Разом із тим прихильники інших релігій можуть жити з ними пліч-о-пліч у мирі.
На перший погляд індуїзм, попередня релігія бантенців, зник, однак багато колишніх вірувань та окультних практик було включено до місцевої форми ісламу.

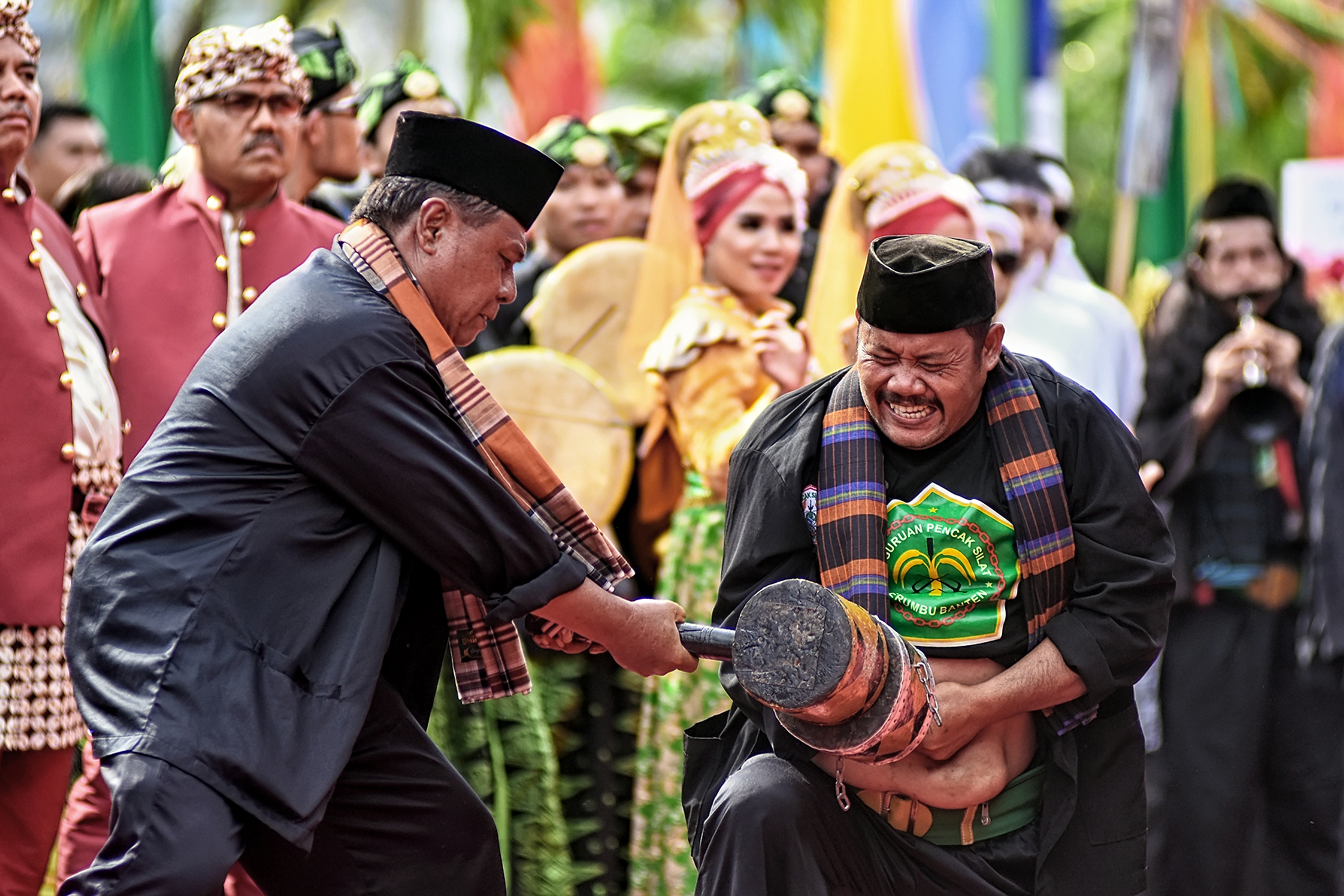
Тренування техніки Дебус

Бантенці вірять, що походять від воїнів-мусульман із Чиребона, які нібито використовували магічні сили, щоб зробити себе невразливими. Ці воїни володіли «чарівними мечами», які наповнювати магічною силою. Вони були засновниками султанату Бантен і вважається, що їхні нащадки зберігають свою невразливість і сьогодні. Бантенці практикують окультне мистецтво Дебус (Debus), яке дозволяє ставати невразливим на війні. Щоб «отримати силу», люди йдуть до шамана або відвідують могили могутніх людей. Кажуть, що Дебус можуть практикувати лише дуже побожні мусульмани.

## Історія

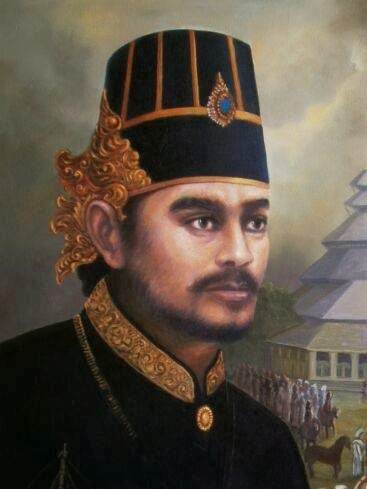
Гасануддін — перший правитель султанату Бантен.

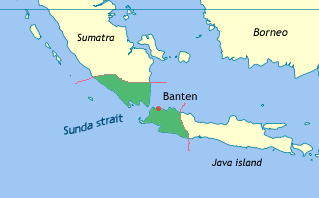
Територія Бантена за Гасануддіна (1570).

Бантенці сформували свою національну ідентичність протягом майже тисячолітньої історії, їхня держава утворилася в X ст. й зникла лише на початку XIX ст. Політична сталість Бантена була обумовлена його стратегічним географічним розташуванням, що межує із Зондською протокою, та виробництвом спецій (зокрема перцю), на які існував попит в усьому світі. Іноземні торгівці постійно прибували й оселялися в місцевому порту. Неоднорідні громади динамічно інтегрувалися з місцевим населенням.
Велике місцеве історичне джерело «Історія Бантена» (індонез. Sajarah Banten), як і всі династичні хроніки, прагнуло мінімізувати роль та досягнення попередників мусульманських правителів і навпаки піднести роль останніх. Тому про давню історію країни відомо дуже мало. В давнину бантенці входили до складу царства Сунда (інша назва Паджаджаран, індонез. Pajajaran, існувало в 669—1579 рр.), більшість населення якого сповідувала індуїзм. Бантен у давнину був жвавим портом, який відвідували кораблі й торговці з різних країн. У XIV ст. він контролювався яванською державою Маджапагіт. Бантенці формувалися під впливом двох великих цивілізацій острівної частини Південно-Східної Азії (малайської Шривіджаї та яванського Маджапагіту) в умовах постійних торгових контактів з різними іноземними культурами (китайською, індійською тощо). В XV ст. Бантен був приєднаний до Паджаджарану. Він звільнився в середині XVII ст. й водночас розколов сунданську державу.
Заснування султанату Бантен пов'язують з уламою (індонез. Ulama, ісламський учений) з Північної Суматри Сунаном Гунунгджаті (індонез. Sunan Gunung Jati). Він займався поширенням ісламу в язичницькому регіоні на заході Яви. Для сприяння цій місії султан Демака на прохання Сунана Гуннунгджаті відправив військо для завоювання міста Бантен. Ця операція була здійснена в 1526—1527 роках. У Бантені була встановлена мусульманська династія. Першим його правителем султан Демака проголосив Гасануддіна (індонез. Hasanuddin), сина Сунана Гуннунгджаті, а ще видав за нього свою сестру. В гирлі річки Бантен (індонез. Ci-Banten) була збудована нова столиця. Гасануддін та два його наступники Юсуф (індонез. Yusuf) та Могаммад (індонез. Muhammad) носили титул маулана. На момент смерті Гасануддіна в 1570 р. володіння Бантена охоплювали всю західну Яву (крім Чиребону) та південь Суматри до Бенгкулу включно.

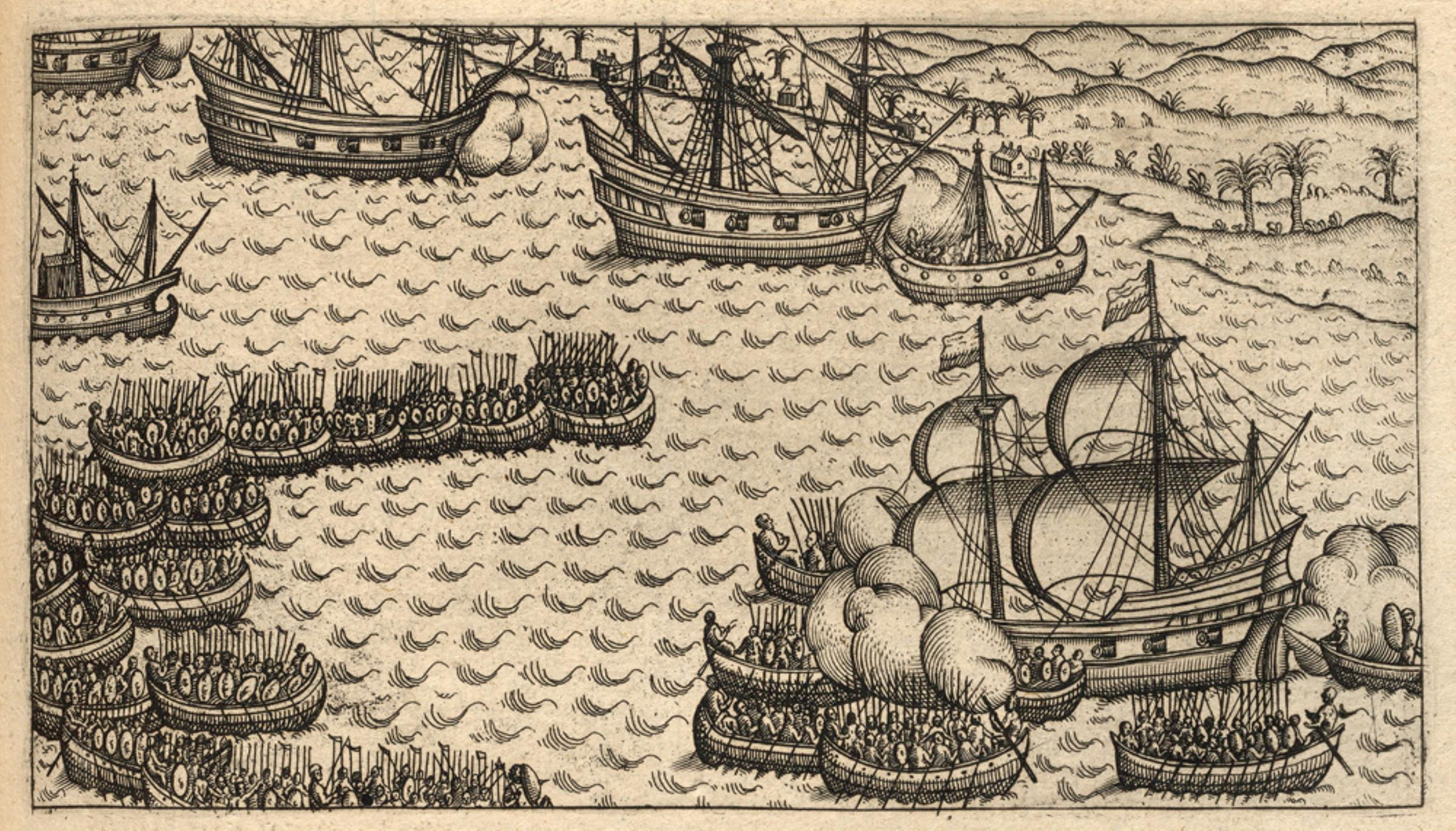
Битва між португальським та бантенським флотами (1596).

Бантен став важливим міжнародним торговим центром, його золотий вік припадає на XVII ст. В ісламський період місто було магнітом для людей з різних етнічних груп, які прибували в Бантен, щоб заробляти собі на хліб, а деякі навіть оселялися тут на постійно. Багато людей прибувало також з метою релігійного прозелітизму (дават) або вивчення ісламу. Чужинці засвоювали бантенську культуру й інтегрувалися до місцевого суспільства. В XVI—XVII ст. Бантен був одним з найбільших міст Південно-Східної Азії, на початку 1670-х років його населення становило приблизно 150 тис. осіб. Місто мало міжнародний порт, тут жили китайські, арабські, індійські, а також вірменські, англійські, голландські, французькі, данські, португальські торговці. Близько 1660 р. бантенський міністр торгівлі, китаєць на ім'я Кайцу, створив торговий флот за європейським зразком, який міг конкурувати із західними компаніями. Знаковим стало посольство, організоване правителем Бантена Абдулкадиром 1636 року до Мекки. Воно повернулося за 2 роки, а результатом стало надання правителю Бантена титула султана. Крім того, бантенці познайомилися з тарикатом Кадирія. Наприкінці XVII ст., на додаток до західної частини Яви, територія Бантена включала південь Суматри (Лампунг і Семанка), острів Банка та князівство Ландак на заході Калімантану.
Занепад султанату був спричинений конфліктом між султаном Агунгом (індонез. Agung) та його сином Гаджи (індонез. Haji). Останній звернувся за підтримкою до голландців з Батавії, й це стало фатальним для Бантена. Голландці силою зброї захопили султанат і посадили на трон Гаджи. Агунг був ув'язнений, а 1692 р. помер у Батавії. За цю допомогу Гаджи змушений був визнати сюзеренітет Батавії, відшкодувати голландцям значні витрати, понесені ними під час війни, надати їм монополію на міжнародну торгівлю в Бантені. Усі іноземці, за винятком голландців, мусили покинути країну, іноземним кораблям заборонялося зупинятися в Бантені, відтепер вони мали торгувати в Батавії. Бантен фактично перестав бути місцем міжнародної торгівлі, його роль була зведена до постачальника сільськогосподарської продукції. Зі свободою торгівлі зникли й цілі сегменти економічної діяльності Бантена. Більшість місцевого населення зайнялась землеробством, але успіхи були дуже скромними через відсутність у місцевих жителів відповідних навичок та неплідні ґрунти. Бантен мав найнижчі врожаї на всій Яві, а отже й найбідніше селянство.
Султанат проіснував до 1813 р., але він більше не був суверенною державою й змушений був виконувати накази з Батавії. Після остаточної ліквідації султанату регіон опинився у складі провінції Західна Ява, етнічно сунданського краю. Ця акція додала бантенцям економічних негараздів та нових ран до самооцінки.
Разом із тим, протягом усього колоніального періоду, аж до 1945 року бантенці відверто або приховано чинили опір колонізаторам. За добу султанату Бантен пережив три громадянські війни 1580, 1609 та 1682 років, а також селянське повстання 1636 р. Проте вони не були масштабними, справжній дух повстання з'явився наприкінці XVII століття, після того як Батавія збройно нав'язала Бантену свій сюзеренітет. Бантенці виявляли зневагу до голландської влади, а гаслом повстанців стало «Бантен для бантенців». Найвідомішими були велике повстання 1750—1751 рр. під керівництвом кіяїв (Kiai, Kyai, знавці ісламу, місцеві релігійні провідники) Тапа (індонез. Tapa) та Рату Багусбуанга (індонез. Ratu Bagus Buang), селянське повстання в Чилегоні 1888 р., а також «комуністичне» повстання 1926 р. 
Вже 1654 р. ідея «панісламізму» через проект «Священної війни» об'єднала проти голландців всі мусульманські країни Архіпелагу (Ачех, Бантен, Джохор, Матарам, Макасар). Населення Бантена зверталося до релігійних діячів як до своїх законних лідерів, оскільки офіційна влада (бантенська знать та адміністратори суданського походження, призначені голландською владою) зрадили країну та народ своєю співпрацею з колонізаторами. Кіяї закликали народ до боротьби під гаслом перангсабіл (perang sabil, священної війни). Їхній вплив на населення здійснювався через мережу тарикатів (суфійські ордени) та песантренів (індонез. Pesantren, релігійні школи). Кіяї могли в будь-який момент мобілізувати своїх послідовників, які присягнули на безумовну слухняність і були зобов'язані зберігати таємницю. Близько 1870 року в Бантені мало місце потужне релігійне відродження, в основному пов'язане з діяльністю тарикату Кадирія. Цей тарикат відігравав помітну роль у житті бантенців у другій половині XIX століття, зокрема під час повстання в Чилегоні 1888 р.
В 1920-х роках у Бантені помітним був вплив комунізму. Селяни сприймали його як скасування податків та примусової праці, справедливий поділ землі, побудову суспільства рівних людей. При цьому виявилась близькість ідей комуністичного руху та місцевих релігійних лідерів. Вони мали спільну мету — повалення колоніального панування. Кіяї зі своїми мечетями, песантренами та братствами були готові підтримати Комуністичну партію Індонезії. У грудні 1925 року комуністи прийняли рішення про організацію в Індонезії національного повстання проти колоніального уряду. Проте повстання вдалося підняти лише в листопаді 1926 р. в Бантені та в січні 1927 р. на західному узбережжі Суматри, воно було придушене голландцями.
Японська окупація в 1942—1945 роках принесла фундаментальні зміни в життя бантенців. На відміну від голландців, японці майже відразу віддали ключові позиції місцевим релігійним лідерам. Другою принциповою зміною стало запровадження примусової праці (ромуса) на потреби японській армії. Робітники ромуса десятками помирали через нестачу їжі та медикаментів. Японська політика загострила соціальні контрасти. Місцеві політики, державні службовці та забезпечені люди жили за японців досить комфортно й цим викликали невдоволення простого народу, особливо ромуса. В Батавії формувався й зростав національний рух.
Після капітуляції Японії 1945 року з дозволу японської окупаційної влади була проголошена незалежність Республіки Індонезія. Водночас у країну поверталися голландці, які прагнули відновити свою владу. Незалежність потрібно було завойовувати. Окремі регіони Індонезії, зокрема й Бантен, опинилися в стані хаосу. Молодь з руху пемуда організовувала збройні загони, які розпочали партизанську війну проти іноземних військ. Японці покинули Бантен, хоча й мали місце збройні зіткнення. Пемуда захоплювали владу на місцевому рівні, створювали нові адміністрації. Кіяї мобілізували своїх численних прихильників на боротьбу з голландцями. Водночас суперечки між бантенськими лідерами перейшли у збройні сутички. 1946 р. республіканський уряд Індонезії кинув збройні сили для наведення порядку в Бантені, але акцію довелося припинити через початок наступу голландців. Бантен залишався вільним регіоном, він не входив до складу створеної голландцями сунданської держави Пасундан (індонез. Negara Pasundan) у складі Сполучених Штатів Індонезії, так само як і не підпорядковувався індонезійському урядові в Джок'якарті. В середині 1948 р. майже щодня відбувалися збройні сутички. У грудні 1948 року голландці розпочали другу поліцейську акцію, їм вдалося захопити північну та центральну частини Бантена. Проте вже наступного року Нідерланди були змушені визнати незалежність Індонезії й покинули країну. Голландських урядовців у Бантені змінили індонезійські. Урядовим силам вдалося розбити повстанців на півдні Бантена. Лідери повстання втекли або були ув'язнені. Цей епізод завершив боротьбу за незалежний Бантен 1945—1949 рр.
Бантен увійшов до складу індонезійської провінції Західна Ява. Бантенці сприняли це як нову окупацію Пріанганом. За доби Сукарно індонезійська армія зміцнила свою владу й зуміла придушити різні сепаратистські рухи. 1965 року зі встановленням «Нового Порядку» повстанський рух у Бантені був придушений. Це був кінець тривалої історії повстань, сьогодні в регіоні більше немає сепаратистського руху. 2000 року Бантен був виділений в окрему провінцію. Тепер ним керують місцеві лідери, нащадки повстанців 1945—1949 рр. засідають у Раді представників Бантена (індонез. Dewan Perwakilan Daerah Banten, D.P.D.B.). Бантенські кіяї примирилися із суверенною державою Індонезія, головним чином на ґрунті ісламу. Останні десятиліття принесли значні зміни. Тангеранг, розташований на північному сході Бантену, став передмістям Великої Джакарти. Центральний уряд створив на прибережній рівнині велику промислову зону, нею проходить автомагістраль, що з'єднує Джакарту із Зондською протокою.

## Господарство

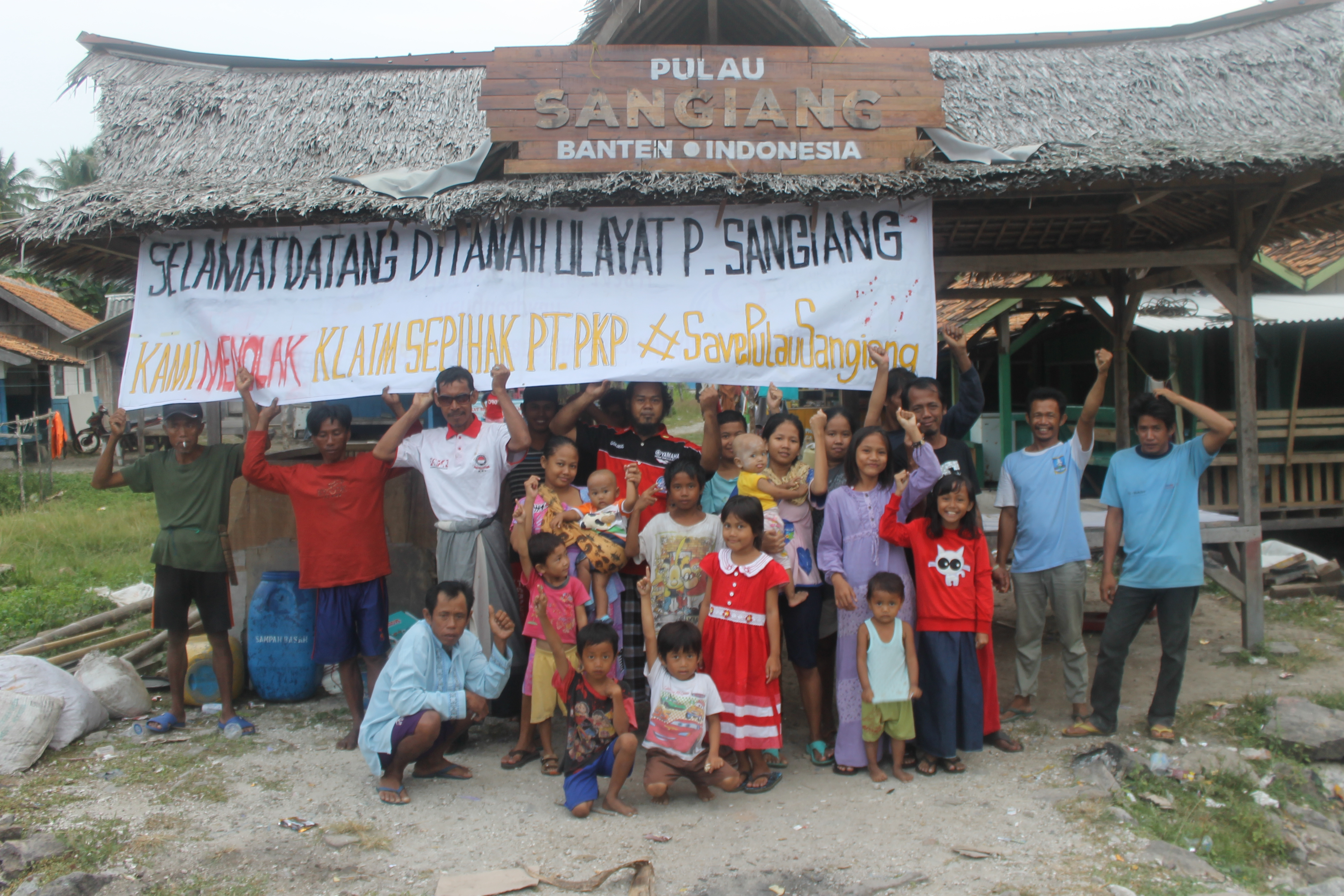
Група бантенців.

Основним заняттям бантенців є землеробство, в приморських районах люди займаються рибальством. Крім рису, в Бантені вирощують маніок, кукурудзу, батат, соєві боби, перець чилі, цибулю, помідори, зелень, каву, гвоздику, банани, дуріан. Бідні ґрунти обумовлюють низьку продуктивність сільського господарства. Більшість фермерів бідні.
Бантенці, що здобувають освіту, залишають села й переїздять у міста. Багато бантенців живе в Чилегоні, Серанзі, Тангеранзі, Південному Тангеранзі, Джакарті, працюють там на промислових підприємствах або домашніми робітниками, будівельниками, водіями таксі тощо. Майже чверть бантенців зайнята в обробній промисловості. Більшість промислових підприємств Бантену розташована в північній частині провінції, вздовж автостради, що поєднує міста Тангеранг та Чилегон. Тут працюють підприємства металургійної, хімічної, машинобудівної, текстильної та взуттєвої галузей. У Тангеранзі виробляються взуття, текстиль та кераміка, поруч із Серангом є цегельне виробництво та фабрика блискавок для одягу, в Аньєрі випускають сталь і пластмаси.
Ще частина бантенців працює в магазинах або в туристичній галузі.

## Суспільство

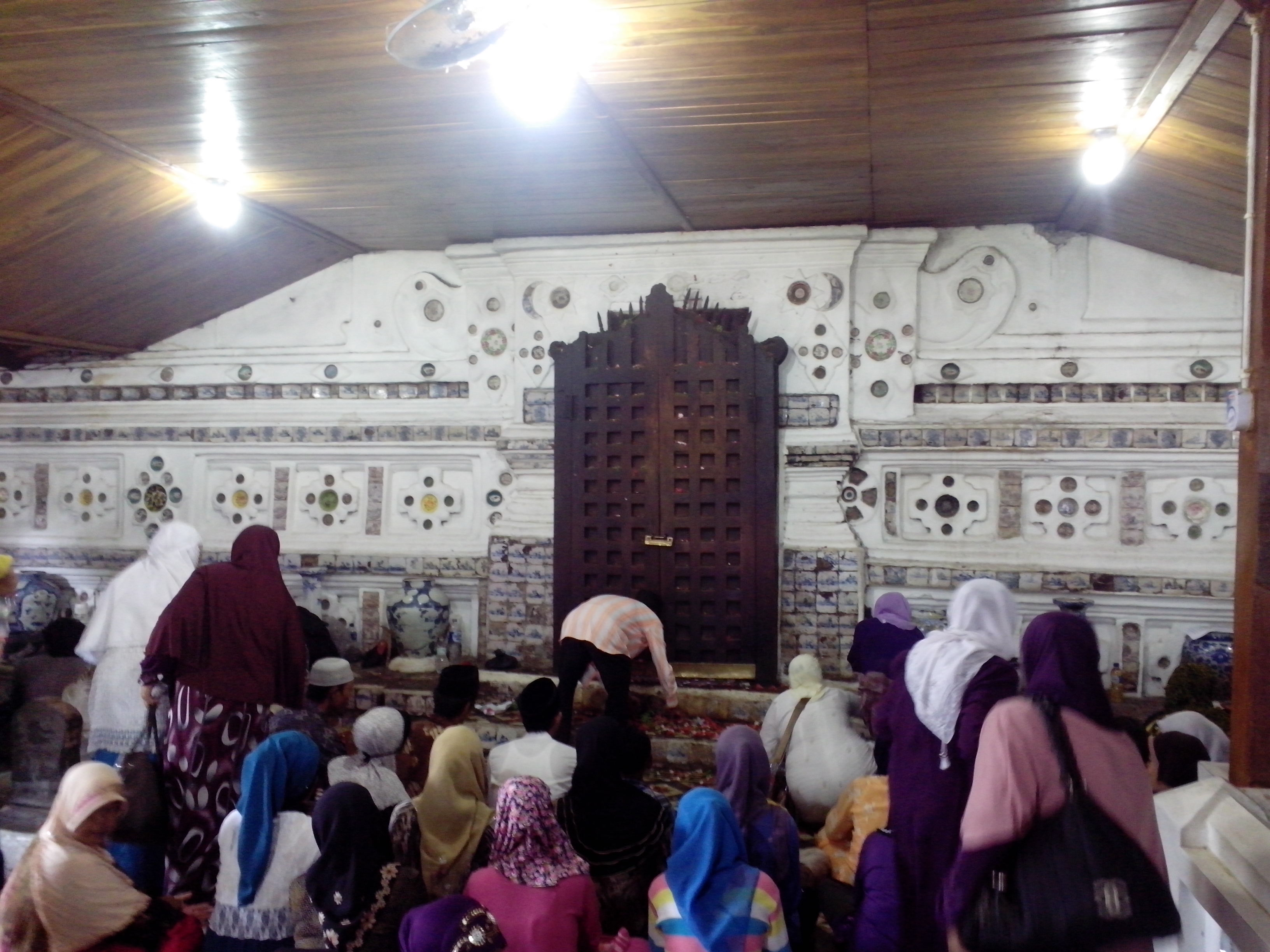
Паломники моляться перед святилищем Сунана Гунунгджаті на кладовищі в Чиребоні.

За часів султанату суспільство Бантену поділялося на 4 класи: султан та його родина, елітні групи (чиновники та шляхта, деякі релігійні лідери), простий народ, слуги та раби. Кількість осіб, що складали два вищих класи, була обмеженою, більшість людей належала до третьої (неелітної) групи. Останню (її називали голонган-мардіка, golongan mardika) складали простолюдини: селяни, торговці, рибалки тощо. Найнижчий клас у добу султанату складалався з рабів, які не мали особистої свободи. До цього класу належали інтерновані військові та особи, які не могли погасити борг і мусили відпрацьовувати його.
У колоніальну добу на вершині суспільства лишалися нащадки султанів та шляхта, до них додалися регент (чиновник, що призначався колоніальною владою для управління Бантеном) та його нащадки. В перші роки голландського правління для встановлення зв'язків між центральною владою та жителями села на державні посади призначалися представники місцевої еліти. Однак багато бантенської шляхти діяла свавільно, чиновники були корумповані та саботували рішення колоніального уряду. Тому посади стали надавати сунданцям з Богора та Пріангана. Ця політика ізолювала бантенську знать і підірвала її вплив. Після падіння султанату її роль у суспільстві значною мірою перебрали на себе духовні особи (кіяї), які тимчасово опинилися на вершині соціальної структури. Водночас склався новий клас пріяї (priyayi), бюрократична еліта, що складалася з людей, які займали високі посади на державній службі. В суспільній ієрархії вони стояли нижче за шляхту, але протягом XIX ст. чисельність та вплив цієї верстви поступово зростали. Існувала ще одна група з високим статусом у громаді — релігійний клас (улами). Прості люди вонг-чилік (wong cilik) або джалма-леутік (jalma leutik) складалися із селян, рибалок, торговців, ремісників тощо, вони становили нижчу верству й основну масу населення.
Сьогодні соціальна стратифікація в Бантені поділяє суспільство на три класи: вищий, середній та нижчий. На верхівці ієрархії стоять високі чини, що перебувають на державній або військовій службі, успішні бізнесмени, політичні лідери, на селі — люди, що перебувають при владі. Високі позиції в суспільстві й досі займають нащадки султана, люди, як і раніше, вірять в їхню харизму, божественне призначення. Середній клас складають державні службовці, військові, інтелигенція, приватні підприємці. Статки людини тепер часто визначають її місце в соціальній ієрархії. Релігійні діячі вважаються вищими за чиновників, але їхній авторитет значно зменшився. Моральні цінності та суспільний лад починають спиратися на матеріальний аспект, духовні чинники поступово відступають. Релігійні діячі все частіше стають лише інструментом влади, їх більше не хвилюють проблеми громади. Нижчий клас суспільства складають більшість селян, заводські робітники, дрібні торговці, рибалки, ремісники тощо.